# Maracalagonis
Maracalagonis là một đô thị ở tỉnh Cagliari, vùng Sardinia của Italia, có vị trí cách khoảng 12 km về phía đông bắc của Cagliari. Đến thời điểm ngày 31 tháng 12 năm 2004, đô thị này có dân số 6.961 và diện tích là 101,5 km².
Maracalagonis giáp các đô thị: Castiadas, Quartu Sant'Elena, Quartucciu, Sinnai, Villasimius.